# Acrochaeta mexicana
Acrochaeta mexicana är en tvåvingeart som beskrevs av Lindner 1949. Acrochaeta mexicana ingår i släktet Acrochaeta och familjen vapenflugor. Inga underarter finns listade i Catalogue of Life.